# حسين آباد سفلي (مقاطعة تشالوس)
حسين‌آباد سفلي (بالفارسية: حسین‌آباد سفلی) هي قرية تقع في قسم كلارستاق الشرقي الريفي (مقاطعة تشالوس) في إيران. يقدر عدد سكانها بـ 1,344 نسمة .